# Смит, Эрвин Фринк
Эрвин Фринк Смит (21 января 1854 — 6 апреля 1927) — американский фитопатолог из Министерства сельского хозяйства Соединённых Штатов. Он сыграл важную роль в демонстрации того, что бактерии могут вызывать болезни растений.

## Жизнь и карьера
Смит родился в Гилберт Миллс, недалеко от Фултона, штат Нью-Йорк, в семье Луизы Фринк Смит и Рэнчеллора Кинга Смита. В 1870 году он переехал со своей семьёй на ферму площадью 80 акров, которая включала яблоневый сад, в округе Клинтон, штат Мичиган. Ферма в конечном счёте обанкротилась, в результате чего семья Смит переехала в городок Норт-Плейнс, штат Мичиган. Поскольку он больше не был нужен для помощи на ферме, Смит наконец смог посещать среднюю школу Ионии, начиная с 1876 года, когда ему было 22 года.
Смит много читал и был в основном самоучкой по ботанике и бактериологии. В 1881 году, ещё учась в средней школе, он в соавторстве с Чарльзом Ф. Уилером (англ. Charles F. Wheeler) написал книгу о флоре Мичигана под названием «Каталог фаэногамных и сосудистых криптогамных растений Мичигана». В 1885 году он опубликовал книгу о водоотведении. Смит также любил писать стихи и написал несколько стихотворений о своём детстве, учителях своего детства и даже стихотворение под названием «Эволюция».
Бедность не позволила Смиту поступить в колледж после окончания средней школы. Вместо этого он устроился на работу в тюрьму Мичигана, где работал охранником. Работая там, он проявил интерес к общественному здравоохранению и санитарии и начал читать о бактериологии.
Смит был принят в Мичиганский университет в 1885 году и вскоре после поступления сдал экзамены по большей части курсовых работ, что позволило ему получить степень бакалавра по биологии всего после одного года обучения в университете. Вскоре после получения степени бакалавра в 1886 году он занял должность начальника отдела патологии растений в Бюро растениеводства. Он получил докторскую степень в Мичигане в 1889 году. На протяжении всей своей карьеры он придерживался гипотезы о том, что бактерии являются существенными причинами болезней растений. Сопротивление в этой области, в первую очередь со стороны Альфреда Фишера, в конце концов было преодолено, и кульминацией идей Смита стала его трёхтомная работа 1910 года «Бактерии в связи с болезнями растений». В 1913 году Смит становится членом НАН США был Президентом Американского общества бактериологов (с 1906), Ботанического общества США (с 1910), Американской ассоциации исследований рака (с 1925).
Голландско-американский исследователь ботаники Френк Николас Мейер работал на Смита в 1901 году, по прибытии в Соединённые Штаты.
Эрвин Смит женился на Шарлотте Мэй Баффет 13 апреля 1893 года. Их брак был счастливым, но трагически оборвался смертью Шарлотты 28 декабря 1906 года, через восемь месяцев после того, как у неё был диагностирован эндокардит. Смит почтил память своей жены в элегантно изданной книге стихов и биографии под названием «Для её друзей и моих: Книга стремлений, мечтаний и воспоминаний» (1915).
В то время, когда это было необычно, Смит был известен тем, что нанимал многих женщин в Бюро растениеводства, включая ботаников Нелли А. Браун, Мэри К. Брайан, Флоренс Хеджес, Лючию Маккалох, Агнес Дж. Квирк, Энджи Беквит и Шарлотту Эллиот. Историк Маргарет У. Росситер приводит это в качестве примера «эффекта гарема». В случае Смита фактором найма женщин только в качестве помощников, возможно, было структурное исключение Министерством сельского хозяйства США женщин из сдачи экзаменов, которые позволили бы им поступить на более высокие должности, для которых они были квалифицированы. Многие помощники Смита хвалили его за то, что он предоставлял им исследовательские проекты, соответствующие их навыкам, а не ограничивал их более ограниченными задачами, предполагаемыми их классификацией должностей.
Смит умер 6 апреля 1927 года в Вашингтоне, округ Колумбия. Его прах был развеян в Вудс-Хоул, штат Массачусетс.
Стандартная аббревиатура автора E.F.Sm. используется для указания этого человека в качестве автора при цитировании ботанического названия.